# Huevo del pelícano
El huevo Fabergé de la viuda o del pelícano imperial, es un huevo de Pascua enjoyado fabricado bajo la supervisión del joyero ruso Peter Carl Fabergé en 1898. El huevo fue hecho para Nicolás II de Rusia, quien se lo regaló a su madre, la emperatriz viuda María Fiódorovna en la Pascua de 1898.

## Diseño
Fue creado por el maestro de obras de Faberge, Mikhail Evlampievich Perkhin (ruso, 1860-1903) con miniaturas de Johannes Zehngraf (danés, 1857-1908) y está hecho de oro rojo, diamantes, perlas, gris, rosa y azul opalescente. esmalte y acuarela sobre marfil. El soporte está hecho de oro multicolor y el huevo mismo se despliega en una pantalla de ocho miniaturas de marfil.
Es uno de los pocos huevos de Fabergé que no está esmaltado en la mayor parte de su superficie. Está realizado en oro rojo grabado al estilo Imperio, rematado por un pelícano en esmalte gris opalescente, azul y rosa. Están grabados con motivos clásicos las fechas conmemorativas 1797-1897 y la inscripción "Visita nuestros viñedos, oh Señor, y moraremos en ti". El pelícano está alimentando a sus crías en el nido, símbolo del cuidado maternal.
El huevo se apoya en un soporte de cuatro patas de oro multicolor y conserva su caja original de terciopelo rojo, la única vez que se usó este color para una caja de huevos de Pascua imperial del zar.

## Sorpresa
El huevo contiene ocho pinturas ovaladas en miniatura de instituciones benéficas patrocinadas por la emperatriz viuda: el Instituto Xenia, el Orfanato Nikolai, el Instituto Patriótico, el Instituto Smolny, el Instituto Ekaterina, el Instituto Pavel, el Orfanato de San Petersburgo de Nikolai y el Instituto Isabel. Las instituciones, fundadas principalmente para la educación de las hijas de la nobleza, están representadas en un biombo extensible de ocho paneles de marfil, cada uno dentro de un marco de perlas. Las miniaturas están pintadas por el miniaturista de la corte Johannes Zehngraf. En el reverso de cada uno está escrito el nombre de la institución retratada. El noveno "panel" es un soporte para las otras ocho.

## Historia
Debido a las fechas "1797 y 1897" en el huevo, durante muchos años el Huevo Pelícano se atribuyó a 1897, pero cuando se encontró la factura original de Fabergé mostró que este Huevo fue presentado a Maria Feodorovna para la Pascua de 1898.
En 1930 fue uno de los diez huevos imperiales vendidos por Antikvariat a Armand Hammer en la ciudad de Nueva York. Hammer mostró el huevo junto con otros tesoros rusos en grandes almacenes por todo Estados Unidos. Entre 1936 y 1938 fue adquirida por Lillian Thomas Pratt, esposa de John Lee Pratt, de Hammer Galleries. La señora Pratt legó el Huevo al Museo de Bellas Artes de Virginia en Richmond, Virginia, tras su muerte en 1947. Permanece a la vista como parte de la colección de Arte Decorativo Europeo del Museo de Bellas Artes de Virginia.